# Ixtacomitán
Ixtacomitán är en ort i Mexiko.   Den ligger i kommunen Ixtacomitán och delstaten Chiapas, i den sydöstra delen av landet, 700 km öster om huvudstaden Mexico City. Ixtacomitán ligger 154 meter över havet och antalet invånare är 4 478.
Terrängen runt Ixtacomitán är varierad. Runt Ixtacomitán är det ganska tätbefolkat, med 54 invånare per kvadratkilometer. Närmaste större samhälle är Pichucalco, 9,0 km norr om Ixtacomitán. I omgivningarna runt Ixtacomitán växer i huvudsak städsegrön lövskog.